# Afrin (okrug)
Okrug Afrin (ar. منطقة عفرين) je okrug u sirijskoj pokrajini Alep. Po popisu iz 2004. (prije rata), okrug je imao 172.095 stanovnika. Administrativno sjedište je u gradu Afrinu.

## Nahije
Okrug je podijeljen u nahije (broj stanovnika se odnosi na popis iz 2004.):
| Poštanski kod | Ime             | Područje [km²] | Broj stanovnika | Sjedište        |
| ------------- | --------------- | -------------- | --------------- | --------------- |
| SY020300      | Afrin           | 427,73         | 66.188          | Afrin           |
| SY020301      | Bulbul          | 203,36         | 12.573          | Bulbul          |
| SY020302      | Jindires        | 319,43         | 32.947          | Jindires        |
| SY020303      | Rajo            | 283,12         | 21.955          | Rajo            |
| SY020304      | Sharran         | 305,18         | 13.632          | Sharran         |
| SY020305      | Shaykh al-Hadid | 93,52          | 13.871          | Shaykh al-Hadid |
| SY020306      | Maabatli        | 208,51         | 11.741          | Maabatli        |